# Jaz sem Janez Janša (film)
Jaz sem Janez Janša je slovenski dokumentarni film iz leta 2012 režiserja Janeza Janše (Davide Grassi) s sodelovanjem likovnika Žiga Kariže in performerja Janeza Janše (Emil Hrvatin). 
Trije umetniki so leta 2007 uradno prevzeli ime slovenskega politika Janeza Janše. Tema dokumentarca je sprememba imena. V pogovorih z več sogovorniki (filozofi, novinarji, svojimi starši) skušajo prikazati pomen imena kot osebnega označevalca.
Žiga Kariž je medtem ime Janez Janša že opustil.

## Domnevni pornografski prizor
V filmu se pojavita ameriški performer Vaginal Davis in posnetek spolnega odnosa med moškim in travestitom iz filma Hustler White (1996), v katerem prav tako nastopa Davis. Vsebinsko se dopolnjuje s predstavo Več nas bo, prej bomo na cilju. Takratni direktor SFC Jožko Rutar je ocenil, da ne vsebuje elementov pornografije. Direktor Viba filma Gregor Pajić je v elektronskem pismu, naslovljenem na Rutarja, trdil, da prizor z golima moškima med spolnim odnosom in ostalimi, ki čakajo v vrsti in ponavljajo: »Jaz sem Janez Janša«, žalijo osebo, katero se skozi celoten projekt omenja in obravnava.

## Produkcija
Producent je bil zavod Aksioma v koprodukciji z zavodom Maska in RTV SLO. Projekt, vreden 205.801 evrov, je finančno podprl Slovenski filmski center (104.670 evrov). Tehnične usluge je nudil Viba film (29.241 evrov). Delovni naslov je bil Več nas bo.
V filmu so uporabljeni formati HDV, Beta, mini DV, spletni videoposnetki in posnetki nizke ločljivosti, posneti s prenosnim telefonom. Poleg posnetkov, narejenih za dokumentarec, film vsebuje posnetke akcij Janezov Janš ter izseke iz televizijskih poročil, arhivov in intervjujev.
V sklepni fazi postprodukcije so želeli od 11. aprila 2012 prek platforme Verkami v 40 dneh z množičnim financiranjem zbrati 6000 evrov za postprodukcijo mednarodne kinematografske in krajše televizijske različice filma ter njuni svetovni distribuciji. V zahvalo za podporo so nudili tudi navedbo posameznikovega imena v špici filma in umetniška dela.

## Odziv kritikov in gledalcev

### Kritiki
Marcel Štefančič jr. (Mladina) je reakcijo Gregorja Pajića označil za nesmiselno, saj so filmi z državnim denarjem in pornografskimi prizori nastali že v socializmu (Šprajčev Odpadnik). Sam film je opisal kot »fino zmes dokuja, biografije, eseja, študije in traveloga z živim smislom za ironijo in samoironijo.«
Peter Kolšek (Delo) je projekt označil za »nekaj najboljšega, kar je spravila skupaj slovenska alter scena prvega desetletja novega tisočletja«. Po njegovem je pokazal, da je politična provokacija lahko produktiven umetniški žanr.
Ženja Leiler (Delo) je menila, da je eden najboljših domačih dokumentarcev. Všeč sta ji bila izvirna in dinamična izvedba forme govorečih glav ter zavajanje in provociranje gledalca, ki se mu odgovor vedno izmakne, pa če je videti še tako blizu. Po njenem bi si na 15. Festivalu slovenskega filma bolj zaslužil nagrado za najboljši dokumentarec, kot pa Dolge počitnice, ki nima potrebne distance do teme, ki jo obdeluje, in ki kot podaljšan televizijski dosje gledalca angažira z empatijo in moralnim ogorčenjem.

### Obisk v kinu
Film si je ogledalo 2.714 ljudi.

## Nastopajoči
- Dražen Dragojević - voditelj
- Ubermorgen.com
- Vuk Ćosić
- Franco in Eva Mattes
- Jan Fabre
- Stephen Kovats
- Tim Etchells
- Vaginal Davis
- Mladen Dolar
- Miško Šuvaković
- Miroslav Košuta
- Janez Janša, Janez Janša in Janez Janša

## Ekipa
- fotografija: Darko Herič in Miona Bogović (Berlin)
- glasba: Nataša Mušević in Riccardo Nanni
- montaža: Giusi Santoro in Jurij Moškon
- kostumografija: Nina Jagodic
- zvok: Julij Zornik